# حوزه انتخابیه اول کالیفرنیا
حوزه انتخابیه اول کالیفرنیا یک حوزه انتخابیه مجلس نمایندگان آمریکا است که در ایالت کالیفرنیا قرار دارد.